# Josef Hollersbacher
Josef Hollersbacher (* 19. März 1879 in Oberfeistritz; † 31. August 1951 in Anger) war ein österreichischer Politiker der CS.

## Leben und Karriere
Nach dem Besuch der Volksschule wurde Hollersbacher Landwirt. Von 1934 bis 1937 war er Vizepräsident der Steiermärkischen Landwirtschaftskammer sowie im Jahr 1936 Präsident der Bauernvereinskasse. Ein Jahr später wurde er erster Stellvertreter des Reichsbauernführers.
Nach dem Krieg 1945 wurde er Präsident der steirischen Landwirtschaftskammer sowie bis 1951 Obmannstellvertreter des Steirischen Bauernbundes.
Josef Hollersbacher war für die Christlichsozialen Abgeordneter zum österreichischen Nationalrat von 10. November 1920 bis 1. Oktober 1930 sowie von 2. Dezember 1930 bis 2. Mai 1934.
In der Steiermark war er Landesrat von 16. Dezember 1933 bis 10. April 1934 und vom 10. November 1934 bis zum 11. März 1936. Zusätzlich war er Landeshauptmann-Stellvertreter vom 10. November 1934 bis zum 11. März 1938. Danach übernahmen die Nationalsozialisten die Macht und er wurde seines Amtes enthoben.